# Allopauropus maoriorum
Allopauropus maoriorum är en mångfotingart som beskrevs av Paul Auguste Remy 1956. Allopauropus maoriorum ingår i släktet småfåfotingar, och familjen fåfotingar. Inga underarter finns listade i Catalogue of Life.